# Mare di Carino
La baia 
o mare di Carino o mare di Karin (in croato Karinsko more) è un tratto di mare interno a sud-est del mare di Novegradi, nella Dalmazia settentrionale, in Croazia. Si trova a est della città di Zara. 
Il territorio della baia è suddiviso tra i comuni di Novegradi, Obrovazzo e Bencovazzo. Il villaggio di Carino, che dà il nome all'insenatura, si trova nella parte sud-est ed è diviso in varie frazioni: Carino di Sotto (Donji Karin) fa parte del comune di Bencovazzo, mentre Carino di Sopra (Karin Gornji) e Karin-Slana appartengono al comune di Obrovazzo.

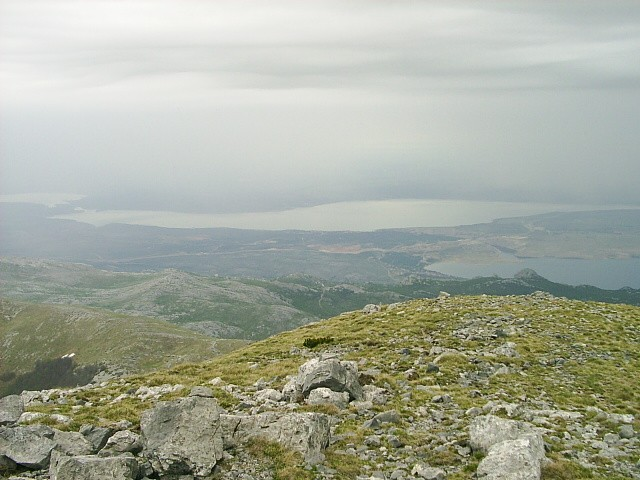
Mare di Carino (a sin.), mare di Novegradi (al centro) e fine del canale della Morlacca (a destra).

## Geografia
A sud-est del mare di Novegradi, lo stretto canale di Carino o stretto di Karin (Karinsko Ždrilo), lungo un paio di chilometri circa per 100/200 m di larghezza, conduce alla baia di Carino. Sul lato orientale del canale si affaccia il villaggio di Vozarica. 
Il mare di Carino ha una superficie di 5,4 km², misura 3,8 km per 2,4 km e ha una profondità massima di 11 m. Il suo maggiore immissario è il rio Carino (Karišnica) che sfocia nella parte meridionale della baia a est di Carino di Sotto.
In un'ansa della parte nord-ovest, a sud di punta Barbakan, si trova il piccolo scoglio Banich (Karinski Školj), che dista circa 180 m dalla costa.

### Cartografia
- (HR) Mappa topografica della Croazia 1:25000, su preglednik.arkod.hr. URL consultato il 22 agosto 2017.
- Carta di cabottaggio del mare Adriatico, foglio VII, Milano, Istituto geografico militare, 1822-1824. URL consultato il 10 luglio 2017 (archiviato dall'url originale il 13 aprile 2013).